# Тесак

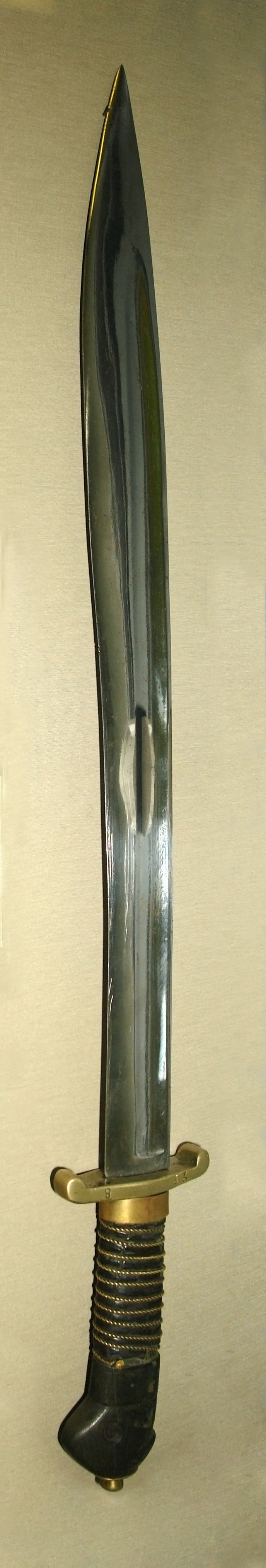
Тесак нижніх чинів морської артилерії Російської імперії. 1810 р.

Тесак — клинкова зброя з широким прямим або незначно вигнутим клинком середньої довжини і простою гардою, що складається, як правило, тільки з хрестовини.

## Історія
Спеціальною зброєю з коротким прямим або викривленим клинками-ножами або тесаками були озброєні окремі підрозділи європейських армій вже у другій половині XVII ст. Загальна тенденція до озброєння спеціальною короткоклинковою зброєю різних піших військ склалась вже у XVIII ст. В 1880 були зняті з озброєння майже у всіх видів піхоти.